# White Lies
White Lies (с англ. — «Ложь во спасение») — британская группа, образовавшаяся в октябре 2007 года в Илинге, Лондон, Англия, поначалу — под названием Fear of Flying. В основной состав группы входят Гарри Маквей (вокал, гитара), Чарльз Кейв (бас гитара и бэк-вокал), Джек Лоуренс-Браун (ударные); на концертах с ним играют также Томми Боуэн (клавишные) и Роб Ли.
Релизы синглов «Unfinished Business» и «Death» способствовали появлению группы на фестивалях и турах в Великобритании и Северной Америке, включая их выступление в качестве хедлайнеров на BBC BBC Radio 1’s Big Weekend и участие в 2009 NME Awards Tour. Последующие синглы «To Lose My Life» и «Farewell to the Fairground» привлекли к группе внимание музыкальных критиков и позволили ей выйти в первый мировой тур хедлайнерами. Дебютный альбом To Lose My Life... сразу же вышел на вершину UK Albums Chart.
В начале 2009 года White Lies многократно фигурировали в списках наиболее перспективных молодых исполнителей, составлявшихся авторитетными изданиями (в частности, BBC's Sound of 2009, 2009 BRITs Critics' Choice Award и the Q Magazine «Best New Artist» award. СМИ назвали музыкальный стиль группы тёмным, но всё же создающим душевный подъём, проводя сравнение со стилями Joy Division, Editors и Interpol.

## История группы
Чарльз Кейв и Джек Лоуренс-Браун родились в Питшенгер-Виллидж, в Северном Илинге, и вместе выступали в школьном представлении в North Ealing Primary School. После того, как два года спустя к ним присоединился Гарри Маквей (родом из Шефердз-Буш), коллектив начал выступать под названием Fear of Flying, первоначально — в качестве «уик-энд-проекта» (по выражению Кейва). Fear of Flying провели один британский тур в качестве разогревщиков, в дальнейшем выступали также с The Maccabees, Jamie T и Лорой Марлинг. Они выпустили два двойных A-side виниловых сингла на независимом звукозаписывающем лейбле Young and Lost Club, «Routemaster/Round Three» 7 августа 2006 года и «Three’s a Crowd/Forget-Me-Nots» 6 декабря 2006 года. Оба винила были спродюсированы бывшим сотрудником Blur и The Smiths, Стивеном Стритом (Stephen Street), с которым они познакомились через школьного друга.
Группа также выступала на Underage Festival (фестиваль для несовершеннолетних) в Victoria Park 10 августа 2007 года. За две недели до начала занятий в университете ребята из группы решили взять второй год пробела и представить новый материал, который, по их мнению, не подходил их текущему состоянию. Кейв заявил: «Я чувствовал, что не мог писать о чём-нибудь личном, так что получились бы полусмешные истории, которые не были бы важны никому, даже мне». Fear of Flying распались в октябре 2007 года, а перед тем как представить более тёмное звучание и новое название, которое отразило их зрелость, они заявили на MySpace: «Fear of Flying is DEAD … White Lies is alive!» (Fear of Flying МЕРТВЫ… White Lies живы!). Кейв также заявил, что группа удалила свой аккаунт на MySpace «без всяких символических прощальных концертов». Маквей сказал, что нынешний музыкальный климат повлиял на раскол: «Может, несколько лет назад мы бы оформили сделку и имели возможность записать три альбома. А в настоящее время нас бы бросили». Когда им задали вопрос о причине изменения названия в интервью с одной из радиостанций в Сан-Франциско, Джек Лоуренс-Браун сказал: «Мы просто подумали, что должны представлять эти песни как другая группа. У нас были песни, которые, как нам казалось, не соответствовали той группе, в которой мы были прежде, а название White Lies стало бы идеальным продвижением для них».

### Ранние релизы

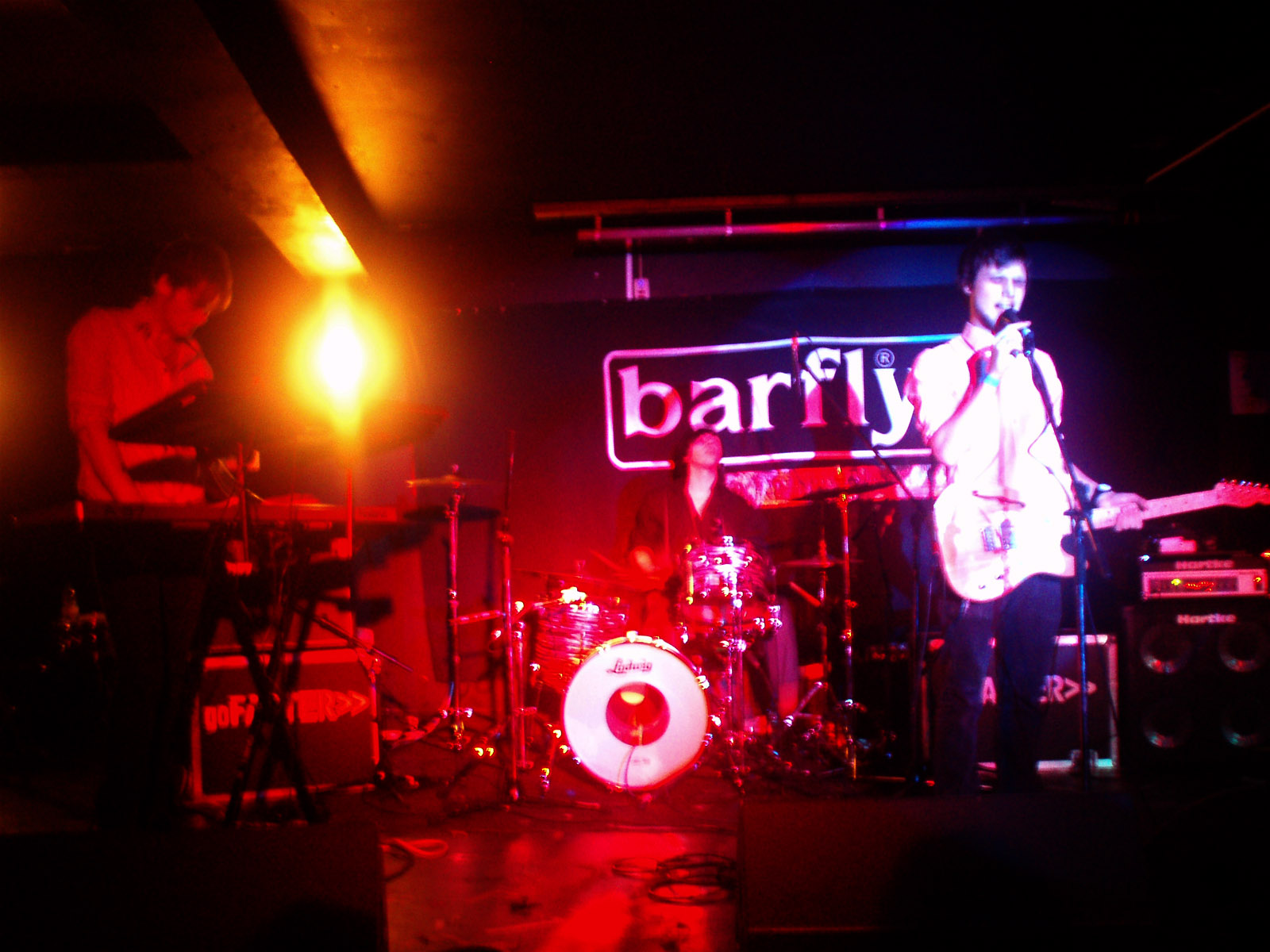
White Lies, Февраль, 2008

Выступая под новым именем, White Lies сыграли первый концерт в Hoxton Square's Bar & Kitchen 28 февраля 2008 года, поддерживая Team Waterpolo и Semifinalists. Они были объявлены как квартет, играя вживую с клавишником Томми Боуэном, прежним участником Mumm-Ra. Группа репетировала на протяжении двух месяцев для концерта, также откладывая свой дебют на пять месяцев. После чего им стали предлагать многочисленные услуги звукозаписывающие лейблы. В итоге участники подписали контракт с Фикшн Рекордс через несколько дней после первого выступления. Группа также подписала авторские права на издание с Chrysalis Music Publishing.
Ребята из группы также объяснили значение своего названия следующим образом: «Безобидная ложь на самом деле очень темна, такими же мы видим и самих себя», и она «защищает горькие истины» в текстах их песен. Во время эфира на BBC Radio 1 5 февраля 2008 года Zane Lowe назвал песню «Death» его «самой горячей записью в мире» («Hottest Record in the World»), несмотря на то, что песня никогда не была официально выпущена. Radio 1 представило группу на Radio 1’s Big Weekend в мае 2008 года, где они выступили на BBC Introducing stage.
В марте 2008 года White Lies были объявлены одной из четырёх групп, принимавших участие в самом первом NME New Noise Tour(теперь NME Radar Tour). В течение мая 2008 года в ходе тура было посещено 11 городов Великобритании. Впервые участники группы появились на страницах журнала в выпуске, датированном 22 мартом 2008 годом в разделе статьи «Radar» под заголовком «Everyone’s Talking About…» («Все говорят о…»). Редактор Хэмиш Макбэйн, описал треки «Death» и «XX» (позже названной «Unfinished Business» — единственные две песни группы, доступные на их MySpace- как «…not to afraid of a little sincerity, not afraid of a little scale» (дословно «не испугаться небольшой искренности, не испугаться небольшого масштаба»). Группа выпустила свой первый дебютный сингл месяцем позже: семидюймовый винил песни «Unfinished Business» вышел в релиз 28 апреля 2008 года благодаря независимому звукозаписывающему лейблу Chess Club Records, сооснователем которого был барабанщик Джек Лоуренс-Браун. По случаю релиза группа поддержала dEUS в лондонском клубе Scala 16 апреля 2008 года, также выступив в 2008 Camden Crawl.

### To Lose My Life…

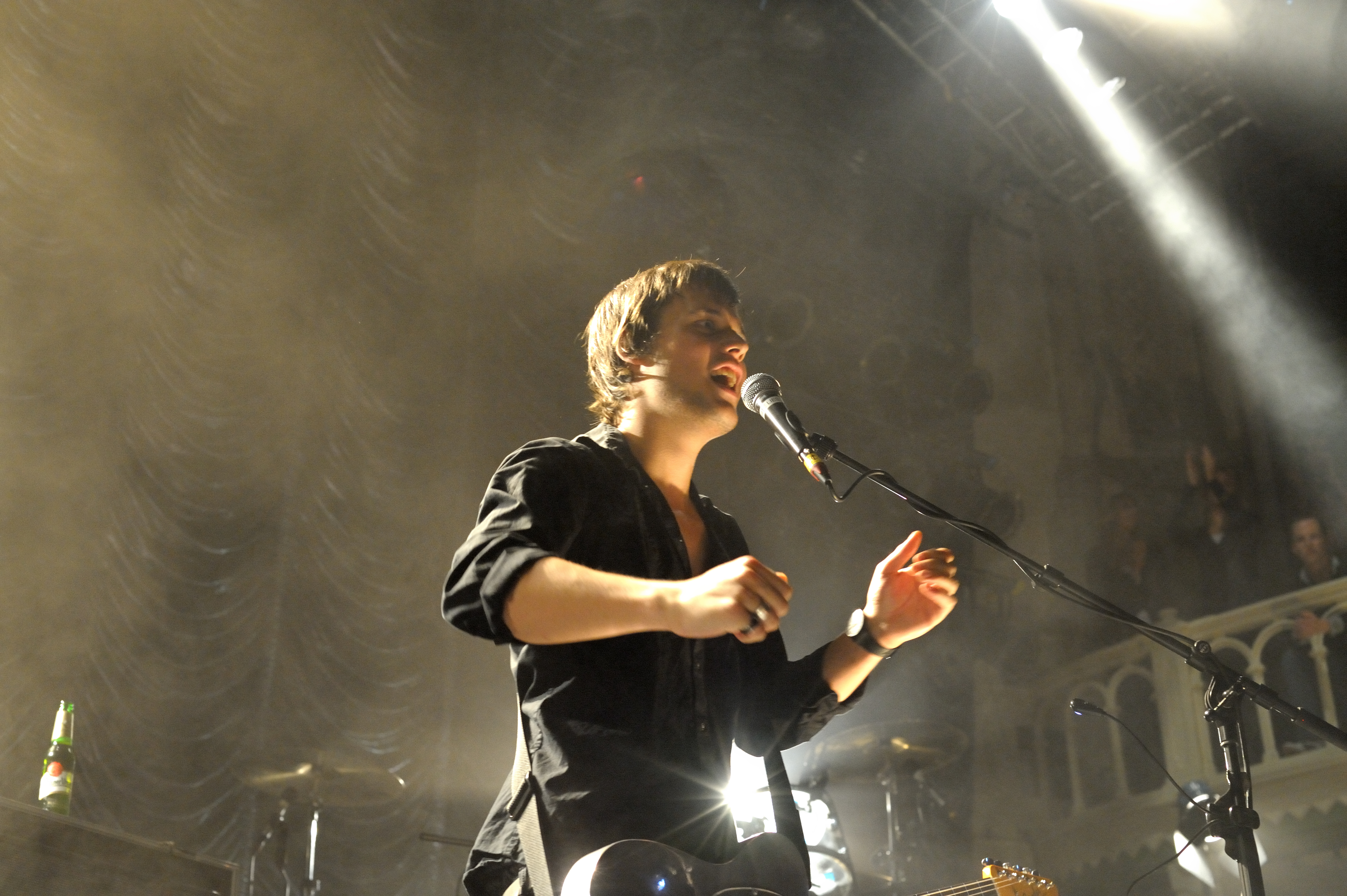
White Lies выступают в Paradiso Амстердам,Нидерланды 21.10.09

White Lies дебютировали на телевидении на шоу «Later… with Jools Holland» 30 мая 2008 года, исполнив песни «Unfinished Business» и «Death». Это отметило их последнее публичное выступление перед записью дебютного альбома и намеченных сессий в ICP Studios в Бельгии и Kore Studios в Западном Лондоне. Альбом был предварительно назван «To Lose My Life or Lose My Love» с плановым релизом на январь 2009 года.
Название пришло из строчки одного из треков альбома «To Lose My Life». На протяжении лета 2008 года группа участвовала в многочисленных английских и зарубежных фестивалях, включая такие крупные мероприятия, как Oxegen, T in the Park, и the Reading and Leeds Festivals. Начиная с сентября 2008 года, группа, поддерживаемая The Joy Formidable и Post War Years отыграла их первый сольный тур, намеченный на 13 дней по Великобритании. Тур был отмечен выпуском песни «Death» 22 сентября 2008 года, с последующими 6 днями выступлений в США в октябре 2008 года. Тур включал в себя появление на CMJ Music Festival в Нью-Йорке 23-24 Октября бок о бок с Jay Reatard , Amazing Baby и Violens. После чего группа вернулась, чтобы поддержать Glasvegas на их 15 дне тура по Великобритании в ноябре и декабре 2008 года. NME.com эксклюзивно объявил, что релиз их дебютного альбома с укороченным названием «To Lose My Life» выйдет 12 января 2009 года. Неделей же раньше, предшествуя альбому, состоялся релиз сингла «To Lose My Life». Эксклюзивная премьера видео целиком состоялась на MySpace группы 21 ноября 2008 года перед тем, как попасть в ротацию на MTV Two и плей-листы NME.
11 ноября 2008 года NME объявило, что White Lies примут участие в ShockWaves NME Awards Tour 2009 года наряду с Friendly Fires, Florence and the Machine и хедлайнерами Glasvegas. Ежегодный тур проводился в начале 2009 года, и в его рамках было посещено 17 городов Великобритании. 7 февраля 2009 года NME объявило, что весь тур был распродан. Во время посещения Манчестера группа в дуэте с Florence Welch исполнила песню «Unfinished Business». Позднее группа будет объявлена для Xfm's Winter Wonderland festival в Лондоне, как одна из четырёх групп, сыграющих NME’s Big Gig 26 февраля 2009 года.
В начале 2009 года группа фигурировала в многочисленных голосованиях «ones to watch» для наступающего года. В голосовании Sound of 2009 на BBC группа заняла второе место, а на BRITs Critics' Choice Award 2009 года они стали третьими после Florence and the Machine и Little Boots. В знак релиза альбома их песня «From the Stars» появилась на iTunes’s как «Сингл недели» («Single of the Week») 30 декабря 2008 года, двумя неделями раньше до выхода альбома. К тому же группа сыграла Live Lounge session для «Jo Whiley’s BBC Radio 1 show» 14 января 2009 года, исполнив «To Lose My Life» и также кавер на песню Kanye West «Love Lockdown», который был включен в би-сайд к «Farewell to the Fairground», выпущенный 23 марта 2009 года.
После релиза To Lose My Life альбом группы был признан номером один и первым альбомом, дебютировавшим под номером один в 2009 году. Продержавшись высоко в продажах в середине недели, альбом отбил конкуренцию Lady Gaga, The Script и Kings of Leon. В поддержку релиза группа сыграла на Channel 4’s Shockwaves Album Chart Show, Last Call with Carson Daly и на Late Show with David Letterman. Последнее стало для White Lies первым выступлением на американском телевидении. Поддержав Snow Patrol в их туре по Объединённому Королевству и Ирландии, группа предприняла их собственный мировой сольный тур, выступая в Европе, Северной Америке, Японии и Великобритании. Будучи в Северной Америке группа наряду с Friendly Fires была хедлайнером в туре NME Presents. Группы поддерживали The Soft Pack, которые с White Lies были хедлайнерами в семи из пятнадцати дней, включая их первое появление на фестивале South by Southwest.
Таким образом, White Lies стали одной из двух групп, которые фигурировали на трёх разных турах (наряду с Friendly Fires). Во время тура по причине проблем с горлом Гарри группа была вынуждена исполнять укорочено шесть песен в нью-йоркском клубе Bowery Ballroom. После возвращения в Англию группа во время тура часто исполняла кавер на песню «The Rip» Portishead, которую они рассматривали как вдохновение. Ребята во второй раз появились на Radio 1’s Big Weekend в Суиндоне, играя на сцене In New Music We Trust. На протяжении лета 2009 года группа выступала на главных английских и зарубежных музыкальных фестивалях, включая Benicàssim, Coachella, Гластонбери, Isle of Wight, Lollapalooza, Oxegen, Reading and Leeds, Roskilde и T in the Park. Песня «Death» была переиздана 29 июня 2009 года. Чтобы отметить релиз, живые выступления из выбранных группой появлений на фестивалях транслировались онлайн через их веб проигрыватель, получивший название «The Summer of Death» («Лето смерти»).

### Деятельность в настоящее время
В интервью BBC в программе Newsbeat Маквей заявил, что в связи с тяжёлым графиком тура, до 2010 года у White Lies не появится нового материала. Несмотря на это, Маквей упомянул, что песни «Nothing to Give» и «The Price of Love» (из To Lose My Life…) выступают в качестве, своего рода, тестера на другое звучание, последуемое в их втором релизе. В сентябре 2009 года группа выпустила песню «Taxidermy», доступную на первое время для скачивания через iTunes. Став любимым среди фанатов трек был первоначально выпущен (уже снят с выпуска) только в виниле «To Lose My Life». В том же месяце группа поддерживала тур Kings of Leon's в США и тур Coldplay в Англии. Кроме того, группа отыграла свой сольный тур по Европе в октябре-ноябре 2009 года, включая одни из самых крупных шоу в Великобритании. Несколько дней из тура были позже отменены по причине того, что Маквей заболел во время концерта в немецком городе Мюнхен. Полностью выздоровев ко времени выступлений в Англии, Маквей и другие участники группы продолжили тур в нормальном режиме, переписав даты отменённых концертов на февраль 2010 года.
В 2011 году музыканты выпустили второй альбом под названием «Ritual». Для сборника «Spirit Of Talk Talk», посвященного творчеству группы Talk Talk, White Lies записали кавер-версию песни «Give It Up».
«There Goes Our Love Again» — первый сингл из третьего студийного альбома группы, был выпущен 5 августа 2013 года. Релиз альбома, который получил название «Big TV», состоялся ровно через неделю после выхода сингла, то есть 12 августа на лейбле Fiction Records. В качестве обложки для диска группа использовала картину «Pilot 2» художника Майкла Кегана. Продюсером альбома выступил Эд Буллер.
Новый альбом под названием «Friends» вышел 7 октября 2016 года. В альбом вошло 10 песен.
В 2019 году White Lies выпустила новый сингл Hurt My Heart и открыла предзаказ на специальное издание сингла To Lose My Life на официальном сайте.

## Музыкальный стиль

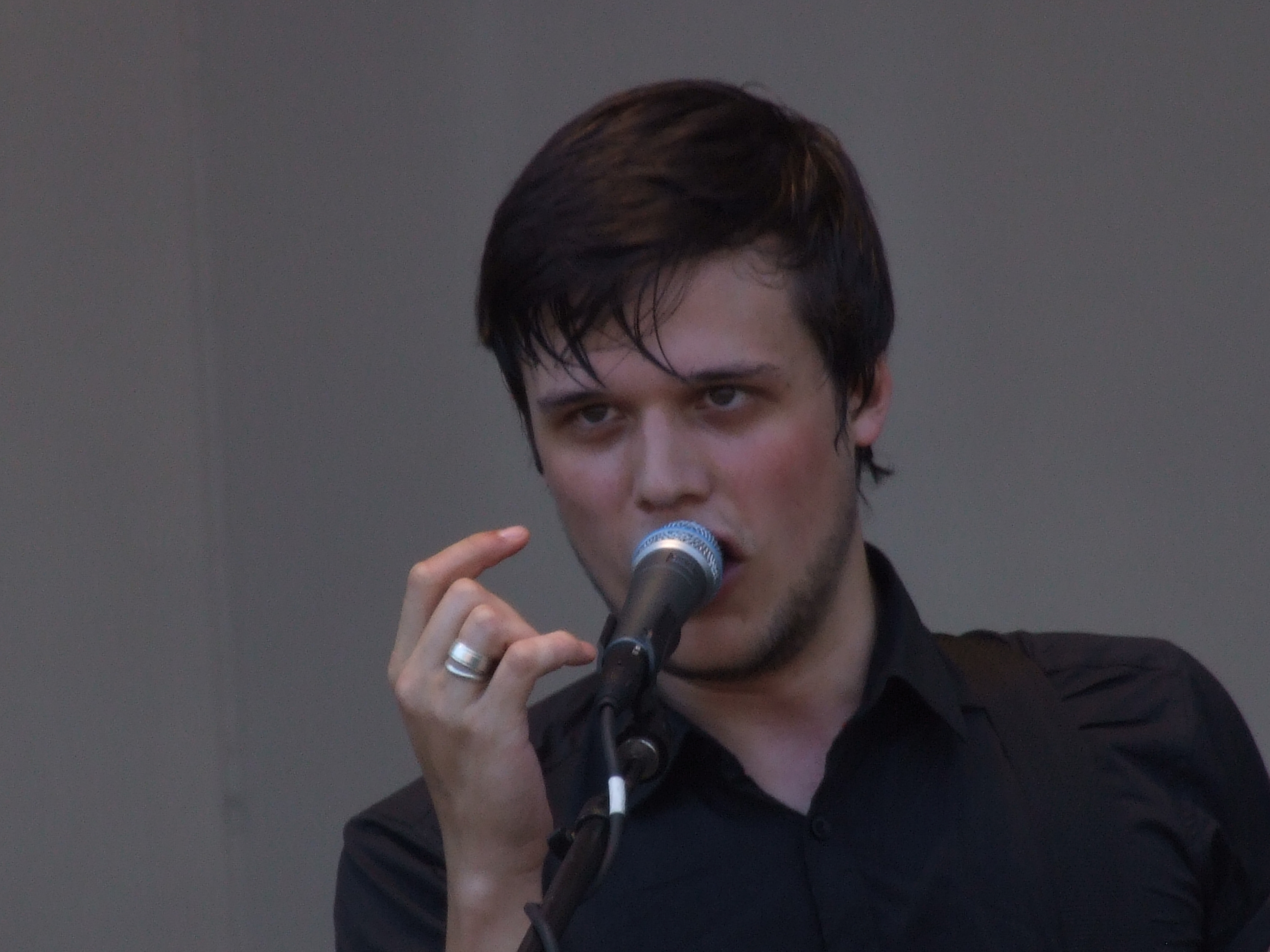
Вокалист Гарри Маквей из White Lies

Ещё будучи Fear of Flying, Banquet Records описали второй сингл группы как «Вполне танцевальное инди» («Quite danceable indie»). В интервью с BBC London они ссылались на Talking Heads как своё главное влияние. Тёмное звучание White Lies вначале сравнивалось с Joy Division, Interpol и Editors, а также с Arcade Fire, The Killers, Echo & the Bunnymen, Tears for Fears и The Teardrop Explodes. Голос Гарри сравнивали с Йеном Кёртисом и Джулианом Копом. Когда их спросили об этих сравнениях на интервью с ITN Music, Маквей заявил: «Нас не было во время того периода музыки, и мы не были глубоко вовлечены в музыку Joy Division, в особенности Editors или даже Interpol… Я не думаю, что наша музыка в полной мере соответствует той, с которой сравнивается,.. она у нас более эйфоричная и создающая душевный подъём». Кроме того, ребята отметили, что творчество группы The Secret Machines одно из их главных влияний в музыке.

## Дискография
- To Lose My Life... (2009)
- Ritual (2011)
- Big TV (2013)
- Friends (2016)
- Five (2019)
- As I Try Not to Fall Apart (2022)

## Премии и номинации

### Премии
- 2009 MOJO Honours Lists: MOJO Breakthrough Award
- 2009 Q Awards: Best New Band

### Номинации
- 2009 NME Awards: Best New Band
- 2009 MTV Europe Music Awards: Best Push Artist